# Floresville
Floresville é uma cidade localizada no estado norte-americano do Texas, no Condado de Wilson.

## Demografia
Segundo o censo norte-americano de 2000, a sua população era de 5868 habitantes.
Em 2006, foi estimada uma população de 7250, um aumento de 1382 (23.6%).

## Geografia
De acordo com o United States Census Bureau tem uma área de
12,3 km², dos quais 12,3 km² cobertos por terra e 0,0 km² cobertos por água. Floresville localiza-se a aproximadamente 119 m acima do nível do mar.

## Localidades na vizinhança
O diagrama seguinte representa as localidades num raio de 28 km ao redor de Floresville.